# Svjetsko prvenstvo u nogometu – Argentina 1978.
11. Svjetsko prvenstvo u nogometu održalo se u Argentini od 1. do 25. lipnja 1978. godine.

## Konačni poredak
| Argentina  |
| Nizozemska |
| Brazil     |

## Vanjske poveznice
- SP 1978.  Arhivirana inačica izvorne stranice od 14. lipnja 2010. (Wayback Machine) na fifa.com